# Мішель Монаган
Мішель Лінн Монаган (англ. Michelle Lynn Monaghan; нар. 23 березня 1976, Вінтроп, Айова) — американська акторка, найбільш відома грою у фільмах «Місія нездійсненна 3», «Поцілунок навиліт», «Бувай, дитинко, бувай», «Як відбити наречену», «Дівчина моїх кошмарів», «Пікселі», «Орлиний зір» та «Початковий код». Номінантка премії «Золотий глобус» 2015 року.

## Біографія

### Раннє життя
Народилась у маленькому містечку (менш як 1000 жителів) Вінтропі, Айова. Батьки — Шерон (до шлюбу Гаммель) і Боб Монаган, Мішель має ірландські та німецькі корені. В акторки є двоє старших братів, Боб і Джон. Монаган закінчила навчання в місцевій школі Іст-Бученен (East Buchanan High School) у 1994 році, де вона була президентом класу і знялася в кількох п'єсах. Після закінчення середньої школи Мішель переїхала до Чикаго для навчання журналістиці в Колумбійському коледжі Чикаго (Columbia College Chicago). Водночас працювала моделлю в США, Італії (Мілан), Сінгапурі, Японії (Токіо) і Гонконзі. Не довчившись одного семестру до закінчення коледжу, Монаган покинула навчання, аби переїхати до Нью-Йорка і продовжити акторську кар'єру.

### Кар'єра
Першою появою Монаган стала другорядна роль Керолайн Буссе у двох епізодах серіалу «Молоді американці», а також в одному епізоді серіалу 2001 року «Закон і порядок: Спеціальний корпус». У тому ж році акторка здійснила свій дебют на великому екрані в стрічці «Парфум», де виконала другорядну роль Генріетти. За цим була ще одна невелика роль у фільмі 2002 року «Невірна».
У 2002 році в Монаган була велика перерва, у зв'язку зі зніманням в телесеріалі «Бостонська школа», де вона виконувала роль Кімберлі Вудс. Після закінчення першого сезону «Бостонської школи» акторка повертається в кіно і вже у 2003 році з'являється в фільмі «Так буває у сім'ї», у 2004 році — у фільмі «Зимове сонцестояння», у 2005-му — у фільмі «Поцілунок навиліт». Роль Монаган у фільмі «Костянтин: Володар темряви» не з'являється у фінальних титрах.
У 2007 році вона знімається у фільмі «Дівчина моїх кошмарів», рімейку однойменної комедії 1972 року, де виконує роль Міранди, яку в оригінальному фільмі грала Сібілл Шеперд (див. The Heartbreak Kid (1972 film)).
Мішель Монаган виконала ролі в культових фільмах: «Перевага Борна» (2004) та серії фільмів «Місія нездійсненна» (роль Джулії Мід, дружини агента Ітана Ганта). Інші відомі фільми 2000-х років, у яких знімалася акторка, — «Містер і місіс Сміт» з Анджеліною Джолі, Бредом Піттом та іншими зірками й «Орлиний зір» із Шаєю Лабафом і Біллі Бобом Торнтоном.
У 2010-х роках знялася в фільмах «Початковий код» (із Джейком Джилленголом та Вірою Фарміґою), «Проповідник з кулеметом» (із Джерардом Батлером), «Пікселі» (з Адамом Сендлером), «День Патріота» (з Марком Волбергом, Джоном Гудменом, Кевіном Бейконом), у першому сезоні телесеріалу «Справжній детектив» та інших.
У жовтні 2010 року вийшов фільм «Чаклунство: Спадок».
У 2014 році Монаган знявся в першому сезоні серіалу HBO «Справжній детектив».
У квітні 2016 року Монаган приєднався до основного акторського складу незалежного повнометражного фільму Шона Крістенсена «Зникнення Сідні Голла», зйомки якого почалися пізніше того ж місяця. Через дев'ять місяців, 25 січня 2017 року, відбулася прем'єра фільму на кінофестивалі Sundance.
У травні 2018 року було оголошено, що Монаган обрано на головну роль оперативниці ЦРУ Єви Геллер у трилері Netflix «Месія». Прем'єра серіалу на Netflix відбулася 1 січня 2020 року. Була скасована через один сезон.
У 2024 році Монаган знялася в ролі другого плану у фільмі жахів MaXXXine і має зіграти головну роль у третьому сезоні серіалу «Білий лотос», зйомки якого почалися в Таїланді в лютому 2024 року. 

## Особисте життя
У 2000 році на вечірці Монаган познайомилася з австралійським художником-графіком Пітером Вайтом (англ. Peter White). Вони одружилися в серпні 2005 року, живуть у Нью-Йорку. 5 листопада 2008 року народила доньку Віллоу Кетрін (Willow Katherine White), а 30 жовтня 2013-го — сина Томмі Френсіса (Tommy Francis White).

## Фільмографія
| Рік       |    | Українська назва                      | Оригінальна назва                    | Роль                            |
| --------- | -- | ------------------------------------- | ------------------------------------ | ------------------------------- |
| 2024      | ф  | МаХХХін                               | MaXXXine                             | Вільямс                         |
| 2023      | ф  | Сімейний план                         | The Family Plan                      | Джесіка Морґан                  |
| 2023      | ф  | Швидке золото                         | Spinning Gold                        | Бет Боґарт                      |
| 2022      | ф  | Кров                                  | Blood                                | Джес                            |
| 2022      | ф  | Няня                                  | Nanny                                | Емі                             |
| 2022      | с  | Відлуння                              | Echoes                               | Джина / Лені (головна роль)     |
| 2022      | ф  | Координати "Цитадель"                 | Black Site                           | Ебігейл "Еббі" Трент            |
| 2021      | ф  | Кожний твій подих                     | Every Breath You Take                | Грейс                           |
| 2020      | ф  | Чаклунство: Спадок                    | The Craft: Legacy                    | Гелен                           |
| 2020      | с  | Месія                                 | Messiah                              | Ева Ґеллер (головна роль)       |
| 2018      | ф  | Свята Джуді                           | Saint Judy                           | Джуді Вуд                       |
| 2018      | ф  | Місія нездійсненна: Фолаут            | Mission: Impossible — Fallout        | Джулія                          |
| 2016—2018 | с  | Шлях                                  | The Path                             | Сара Лейн                       |
| 2017      | ф  | Зникнення Сідні Голла                 | The Vanishing of Sidney Hall         | пані Голл                       |
| 2017      | ф  | Безсонна ніч                          | Sleepless                            | Браянт                          |
| 2016      | ф  | День Патріота                         | Patriots Day                         | Керол Сондерс                   |
| 2015      | с  |                                       | Kittens in a Cage                    | Марджорі, 1 епізод              |
| 2015      | ф  | Пікселі                               | Pixels                               | Підполковник Вайолет Ван Паллен |
| 2014      | тф |                                       | Open                                 | Грейс                           |
| 2014      | ф  | Найкраще в мені                       | The Best Of Me                       | Аманда                          |
| 2014      | ф  | Серце вщент                           | Playing It Cool                      | Вона                            |
| 2014      | ф  | Форт Блісс                            | Fort Bliss                           | Штаб-сержант Меггі Свонн        |
| 2014      | ф  | Хімія і життя                         | Better Living Through Chemistry      | Кара Варні                      |
| 2014      | с  | Справжній детектив (1 сезон)          | True Detective                       | Меггі Гарт                      |
| 2014      | в  | Ліга справедливості: Війна            | Justice League: War                  | Диво-жінка (голос)              |
| 2013      | ф  | Пентхаус з видом на північ            | Penthouse North                      | Сара                            |
| 2013      | ф  |                                       | Gus                                  | Енді                            |
| 2013      | мс | Американський тато!                   | American Dad!                        | Джина (голос), 1 епізод         |
| 2012      | ф  | Завтра ти підеш                       | Tomorrow You're Gone                 | Флоренс Джейн                   |
| 2011      | ф  | Місія нездійсненна: Протокол «Фантом» | Mission: Impossible — Ghost Protocol | Джулія Мід (немає в титрах)     |
| 2011      | ф  | Проповідник з кулеметом               | Machine Gun Preacher                 | Лін Чайлдерс                    |
| 2011      | ф  | Початковий код                        | Source Code                          | Кристина Воррен                 |
| 2010      | ф  | Встигнути до                          | Due Date                             | Сара Гаймен                     |
| 2010      | ф  | Десь                                  | Somewhere                            | Ребекка                         |
| 2008      | ф  | Орлиний зір                           | Eagle Eye                            | Рейчел Голлоумен                |
| 2008      | ф  | Далекобійник                          | Trucker                              | Даяна Форд                      |
| 2008      | ф  | Як відбити наречену                   | Made of Honor                        | Ханна                           |
| 2007      | ф  | Дівчина моїх кошмарів                 | The Heartbreak Kid                   | Миранда                         |
| 2007      | ф  | Бувай, дитинко, бувай                 | Gone Baby Gone                       | Енджи Дженнаро                  |
| 2006      | ф  | Місія нездійсненна 3                  | Mission: Impossible III              | Джулія                          |
| 2005      | ф  | Північна країна                       | North Country                        | Шеррі                           |
| 2005      | ф  | Містер і місіс Сміт                   | Mr. & Mrs. Smith                     | Ґвен                            |
| 2005      | ф  | Поцілунок навиліт                     | Kiss Kiss Bang Bang                  | Гаомоні Фейт Лейн               |
| 2005      | ф  | Костянтин: Володар темряви            | Constantine                          | Еллі (немає в титрах)           |
| 2004      | ф  | Перевага Борна                        | The Bourne Supremacy                 | Кім                             |
| 2004      | ф  | Зимове сонцестояння                   | Winter Solstice                      | Стейсі                          |
| 2003      | ф  | Так буває у сім'ї                     | It Runs in the Family                | Пеґ Мелоуні                     |
| 2002—2003 | с  | Бостонська школа                      | Boston Public                        | Кімберлі Вудс, 8 серій          |
| 2002      | с  |                                       | Hack                                 | Стейсі Камбл, 1 епізод          |
| 2002      | ф  | Невірна                               | Unfaithful                           | Ліндсі                          |
| 2001      | ф  | Парфум                                | Perfume                              | Генріетта                       |
| 2001      | с  | Закон і порядок: Спеціальний корпус   | Law & Order: Special Victims Unit    | Дейна Кімбл, 1 епізод           |
| 2000      | с  | Молоді американці                     | Young Americans                      | Керолайн Буссе, 2 епізоди       |

## Нагороди і номінації
| Рік  | Нагорода              | Організація                                             | Номінація | Фільм                             | Примітки                                                                            | Результат |
| ---- | --------------------- | ------------------------------------------------------- | --- | --------------------------------- | ----------------------------------------------------------------------------------- | --------- |
| 2018 | Jury Prize            | Raindance Film Festival                                 | Best Performance                                                                                                  | «Свята Джуді»                     |                                                                                     | Номінація |
| 2016 | Razzie Award          | Razzie Awards                                           | Worst Supporting Actress                                                                                          | «Пікселі»                         |                                                                                     | Номінація |
| 2015 | Golden Globe          | Golden Globes, USA                                      | Best Performance by an Actress in a Supporting Role in a Series, Miniseries or Motion Picture Made for Television | «Справжній детектив» (телесеріал) |                                                                                     | Номінація |
| 2014 | Dagger                | Crime Thriller Awards, UK                               | Best Supporting Actress                                                                                           | «Справжній детектив» (телесеріал) |                                                                                     | Номінація |
| 2014 | Achievement in Acting | San Diego Film Festival                                 | Best Actress | «Форт Блісс»                      |                                                                                     | Перемога  |
| 2014 | Satellite Award       | Satellite Awards                                        | Best Actress in a Supporting Role in a Series, Miniseries or Motion Picture Made for Television                   | «Справжній детектив» (телесеріал) |                                                                                     | Номінація |
| 2009 | SDFCS Award           | San Diego Film Critics Society Awards                   | Best Actress | «Далекобійник»                    |                                                                                     | Перемога  |
| 2009 | Excellence in Acting  | Vail Film Festival                                      | |                                   |                                                                                     | Перемога  |
| 2008 | Critics Choice Award  | Broadcast Film Critics Association Awards               | Best Acting Ensemble                                                                                              | «Бувай, дитинко, бувай»           | Разом із Емі Раян, Кейсі Аффлеком, Морганом Фріменом, Джоном Ештоном, Едом Гаррісом | Номінація |
| 2006 | Saturn Award          | Academy of Science Fiction, Fantasy & Horror Films, USA | Best Supporting Actress                                                                                           | «Поцілунок навиліт»               |                                                                                     | Номінація |
| 2005 | Satellite Award       | Satellite Awards                                        | Outstanding Actress in a Supporting Role, Comedy or Musical                                                       | «Поцілунок навиліт»               |                                                                                     | Номінація |